# PerlScript
PerlScript（パールスクリプト）とは ActivePerl をインストールすることで使用できるようになる、Active Scripting の技術を使用したスクリプト言語。Perl 互換の構文で JavaScript（JScript）や VBScript の代わりにウェブブラウザ（Internet Explorer）のスクリプト言語として実行したり、Windows Scripting Host などや Active Server Pages のスクリプト言語としても利用できる。なお、一般の Perl プログラムコードとは異なる。

## 概要
拡張子には .pls を使用する。
現在のところ、スクリプトソース内に日本語が含まれているとバッファオーバーエラーを起こしたりなど不具合や ActivePerl をインストールしてある環境でないと使用できないなど制限も多いため、普及しているとはいえず、知名度もない。